# 1922 w filmie
Wydarzenia filmowe w 1922 roku.

## Wydarzenia
- 28 lutego – francuski reżyser Marcel l'Herbier wygrał proces przeciwko wydawcy André Legrandowi, który oskarżył go o naruszenie praw autorskich. Sąd stwierdził, że film l'Herbiera Villa Destin nie był inspirowany powieścią Oskara Wilde'a, której prawami dysponował Legrand.

## Premiery
- polskie

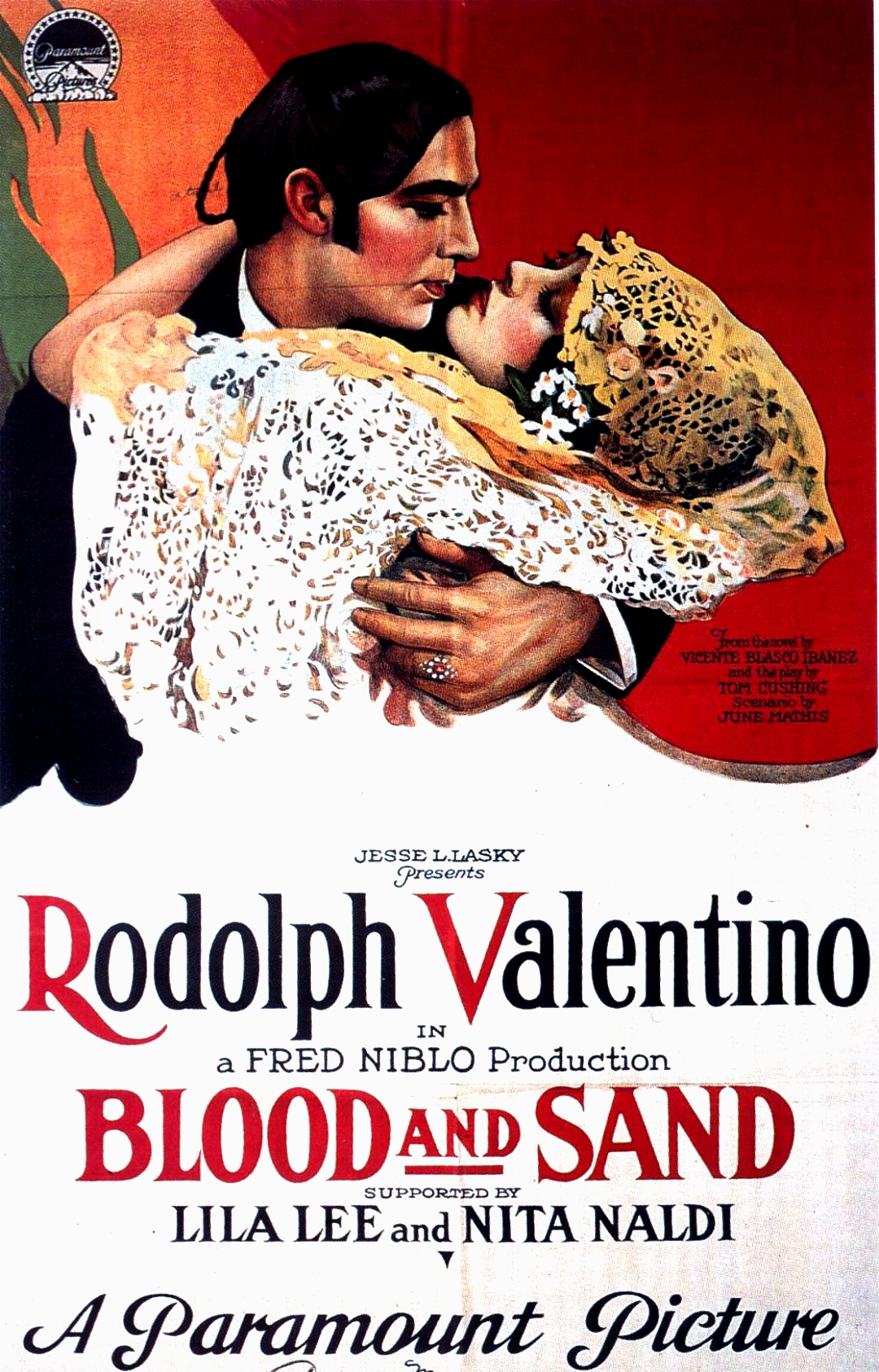
Plakat filmu Krew na piasku

  - 1 i 16 stycznia – Strzał – reż. Danny Kaden, Władysław Lenczewski
  - styczeń – Krzyk w nocy – reż. Henryk Bigoszt
  - 7 kwietnia – Chłopi – reż. Eugeniusz Modzelewski
  - 29 kwietnia – Kizia-mizia – reż. Henryk Bigoszt
  - 28 maja – Złote łóżko Gabby
  - 8 czerwca – Przed sądem
  - czerwiec – Tajemnica medalionu – reż. Edward Puchalski
  - 7 lipca – Rok 1863 – reż. Edward Puchalski
  - 3 sierpnia – Za trzy spojrzenia – reż. Eugeniusz Modzelewski
  - 16 października – Zaraza
  - 8 listopada – Tajemnica przystanku tramwajowego – reż. Jan Kucharski
  - 20 grudnia – D'Elmoro - walka o skarby
  - Mów do mnie jeszcze – reż. Michał Machwic
  - Wszystko się kręci

- zagraniczne
  - Nosferatu – symfonia grozy – reż. Friedrich Wilhelm Murnau
  - Doktor Mabuse – reż. Fritz Lang
  - Szalone żony – reż. Erich von Stroheim
  - Crainquebille – reż. Jacques Feyder
  - Trzej muszkieterowie – reż. Max Linder
  - Vanina – reż. Arthur von Gerlach
  - Krew na piasku – reż. Fred Niblo

## Urodzili się
- 1 stycznia:
  - Tadeusz Somogi, aktor (zm. 2009)
  - Zbigniew Prus-Niewiadomski, aktor (zm. 1997)
- 2 stycznia – Elżbieta Święcicka, aktorka (zm. 2019)
- 3 stycznia – Witold Kałuski, aktor (zm. 1991)
- 7 stycznia – Vincent Gardenia, aktor (zm. 1992)
- 13 stycznia – Albert Lamorisse, reżyser (zm. 1970)
- 17 stycznia – Betty White, aktorka (zm. 2021)
- 19 stycznia – Guy Madison, aktor (zm. 1996)
- 21 stycznia:
  - Telly Savalas, amerykański aktor (zm. 1994)
  - Paul Scofield, aktor (zm. 2008)
- 31 stycznia – Joanne Dru, aktorka (zm. 1996)
- 6 lutego – Patrick Macnee, angielski aktor (zm. 2015)
- 7 lutego – Hattie Jacques, brytyjska aktorka (zm. 1980)
- 9 lutego – Kathryn Grayson, piosenkarka, aktorka (zm. 2010)
- 26 lutego – Margaret Leighton, aktorka (zm. 1976)
- 5 marca – Pier Paolo Pasolini, włoski reżyser (zm. 1975)
- 20 marca – Carl Reiner, aktor, reżyser (zm. 2020)
- 21 marca – Russ Meyer, amerykański reżyser (zm. 2004)
- 3 kwietnia – Doris Day, amerykańska aktorka i piosenkarka (zm. 2019)
- 8 marca – Cyd Charisse, amerykańska aktorka i tancerka (zm. 2008)
- 5 kwietnia – Gale Storm, piosenkarka, aktorka (zm. 2009)
- 13 kwietnia – Barbara Rachwalska, polska aktorka (zm. 1993)
- 27 kwietnia – Jack Klugman, aktor (zm. 2012)
- 10 maja – Nancy Walker, aktorka (zm. 1992)
- 27 maja – Christopher Lee, brytyjski aktor (zm. 2015)
- 31 maja – Denholm Elliott, aktor (zm. 1992)
- 1 czerwca – Joan Caulfield, aktorka (zm. 1991)
- 10 czerwca – Judy Garland, amerykańska aktorka (zm. 1969)
- 26 czerwca – Eleanor Parker, aktorka (zm. 2013)
- 26 lipca – Blake Edwards, reżyser (zm. 2010)
- 30 lipca – Eliasz Kuziemski, polski aktor (zm. 2000)
- 8 sierpnia – Rory Calhoun, aktor (zm. 1999)
- 23 sierpnia – Zofia Mrozowska, polska aktorka (zm. 1983)
- 1 września:
  - Vittorio Gassmann, aktor, reżyser (zm. 2000)
  - Yvonne De Carlo, aktorka (zm. 2007)
- 15 września – Jackie Cooper, aktor, reżyser (zm. 2011)
- 27 września – Arthur Penn, amerykański reżyser i producent (zm. 2010)
- 29 września – Lizabeth Scott, aktorka (zm. 2015)
- 7 października – Ryszard Pietruski, polski aktor (zm. 1996)
- 31 października – Barbara Bel Geddes, amerykańska aktorka (zm. 2005)
- 9 listopada – Dorothy Dandridge, piosenkarka, aktorka (zm. 1965)
- 12 listopada – Kim Hunter, aktorka (zm. 2002)
- 14 listopada – Veronica Lake, aktorka (zm. 1973)
- 16 listopada – Janusz Morgenstern, polski reżyser (zm. 2011)
- 3 grudnia – Sven Nykvist, szwedzki operator filmowy (zm. 2006)
- 4 grudnia – Gérard Philipe, francuski aktor (zm. 1959)
- 22 grudnia – Ruth Roman, aktorka (zm. 1999)
- 24 grudnia – Ava Gardner, amerykańska aktorka (zm. 1990)